# ざ・ライバル
『ざ・ライバル』は、ゆうきまさみによる『機動戦士ガンダム』のパロディ漫画。ゆうきの商業誌デビュー作としても知られる。
2016年には『機動戦士ガンダム サンダーボルト』をパロディとした「ざ・ライバル サンダーボルト」が『ビッグコミックスペリオール』14号に掲載された。本項で併せて解説する。

## 概要
『月刊OUT』1980年（昭和55年）4月号（みのり書房）に初掲載された。ゆうきまさみの商業誌デビュー作であり、「幻のデビュー作」「伝説のデビュー作」とも呼ばれている。
『月刊OUT』でアニメのパロディ漫画を描ける人物を捜しているとの情報を得たゆうきは、編集部を訪れてアイデアを見せた。これにOKが出たため漫画を執筆して持ち込みを行った。4ページの『機動戦士ガンダム』を題材としたパロディ作品であったが、掲載されたのは1ページ目と4ページ目のみであった。現存している当時の原稿は掲載された1ページ、4ページのみであり、コミックス収録の際に2ページ、3ページは再筆されている。

## あらすじ
1ページ
上部は扉絵。マスクを外したシャアのポスターの貼られた壁を背にするアムロ。
宇宙空間でアムロの乗るガンダムの背後をシャアの乗るザクが取る。
4ページ
アムロとシャアはニュータイプとして判り合い、それぞれの乗るガンダムとゲルググで抱擁を交わし、ララァは自分の登場が遅かったためにアムロとシャアの間に割り込めないことを嘆く。3人のニュータイプの感性を理解できないブライトは呆れる。『機動戦士ガンダム』41話「光る宇宙」のエピソードを翻案。
上述のようにシャアの乗るモビルスーツが1ページ目と4ページ目で異なるが、ストーリーはつながっていなくもない。
2ページ
シャアは、ガンダムの顔にザク・マシンガンで直撃を与えるもののガンダムは無傷。顔面大魔神となったガンダムを見てシャアは引き上げ「連邦のMSはバケモノ」と副官に報告する。
3ページ
サイド6にて、連邦軍のエレカ（電気自動車）を鹵獲品として戦艦に引き上げてくるシャア。一方、ブライトはあっさりエレカを盗まれたアムロに呆れながら、いっしょに現場検証を行っていた。『機動戦士ガンダム』34話「宿命の出会い」のエピソードを翻案。

## 収録書籍
いずれも再筆を含めた4ページ全てが掲載されている。
- 『ぱろでぃわぁるど』（1985年、みのり書房）
- 『ぱろでぃわぁるど』（1989年、みのり書房）
- 『ゆうきまさみ初期作品集 early days (2) マジカル ルシィ』（2008年、角川書店、ISBN 9784048542401）
- 『ビッグコミックスペリオール』14号電子書籍版（2016年、小学館）[2][4]。

## ざ・ライバル サンダーボルト
2016年6月24日発売の『ビッグコミックスペリオール』14号（小学館）に袋とじフルカラーで掲載された。4ページ作品。
『ビッグコミックスペリオール』デジタル版の配信は14号が初となるため記念として「ざ・ライバル」4ページ版も収録されている。後に「文藝別冊 KAWADEムック [総特集]ゆうきまさみ〈増補新版〉」（河出書房新社刊、2019年増補版初版発行）に再掲。

### サンダーボルト版あらすじ
海賊放送の「サンダーボルト放送局」は多数のリクエストに応えるためアニソン特集を開催。いきなり流れてきたアニソンに驚いたイオはデブリに激突して自機（ジム）を失い、クローディア艦長代理に足蹴にされながらもガンダムを受領する。そのガンダムは本編に出てきたフルアーマー・ガンダムではなく、「線の少ない」RX-78であった。
同じ頃、ダリルは両腕にヒートロッドを取りつけられていた。ダリルは同僚から狙撃が上手くなった理由を尋ねられる。ダリルは目の前を素早く動き回る赤いモビルスーツが鬱陶しく、背後から撃墜しようとしたが回避された上に「当たらなければどうということはない」と返され、その悔しさから狙撃の腕を磨いたのだった。
サンダーボルト放送局のアニソン特集は好評のために期間を延長して開催。イオとダリルは互いにアニソンを口ずさみながら闘う。